# Brataccas
Brataccas ist ein Science-Fiction-Computerspiel. Das Action-Adventure wurde 1985 für die damals neuen Heimcomputer Commodore Amiga und Atari ST sowie für den Macintosh veröffentlicht. Es war das erste Spiel, das von Psygnosis veröffentlicht wurde.

## Handlung
Der Spieler kontrolliert Kyne, einen Geningenieur, der eine Technologie erschaffen hat, um Supermenschen zu erschaffen. Die Regierung will damit eine Rasse an Supersoldaten erschaffen, aber Kyne weigert sich, ihnen zu helfen.
Als Vergeltung dafür behauptet die Regierung, dass er Landesverrat begangen hat und dass er seine Arbeit an die Unterwelt verkaufen will. Gleichzeitig bietet die Regierung heimlich eine Belohnung für jeden in der Unterwelt an, der Kyne an sie übergibt. Da sowohl die Kräfte des Gesetzes als auch der Gesetzlosigkeit gegen ihn gerichtet sind, ist Kyne gezwungen, von der Erde zu fliehen.
Während seiner Flucht erfährt Kyne, dass die Beweise, die benötigt werden, um seinen Namen reinzuwaschen, auf dem entfernten Asteroiden Brataccas zu finden sind. Brataccas, der erste Asteroid, der kolonisiert wurde, ist eine Backwater-Minenkolonie mit einem „Wilder-Westen“-Gefühl von Gesetzlosigkeit und Korruption. Kyne muss die Beweise von In-Game-Charakteren erhalten, um das Spiel zu gewinnen. Das Handbuch gab keinen Hinweis darauf, von wem man die Beweise bekommen würde, und dies machte alle Charaktere gleich gefährlich und korrupt, wenn man mit ihnen sprach.

## Spielprinzip und Technik
Brataccas zeigt die Spielwelt im Flip-Screen-Format an, wobei die Karte in Räume unterteilt ist, die in das Display gezeichnet werden, während sich der Charakter durch die Spielwelt bewegt. Die Bildschirme wechseln wenn man den Raum wechselt, normalerweise durch Türen. Die meisten Bewegungen sind horizontal, man kann durch Aufzüge sich aber auch vertikal fortbewegen wenn erforderlich. Gelegentlich führen beschriftete Türen in der Rückwand oder Teleportation Kabinen mit dem Aussehen von zylindrischen Duschkabinen den Spieler zu verschiedenen Räumen. Eine kleine Anzahl an Räumen sind Außenbereiche.
Der Spieler kann Objekte verschieben, aufnehmen und ablegen und mit Nicht-Spieler-Charakteren (NPCs) sprechen. Diese NPCs verfolgen ihre eigenen Ziele und kämpfen manchmal sogar mit anderen NPCs. Alle Charaktere des Spiels verwenden Schwerter wenn sie Kämpfen.
Die Interaktion zwischen Charakteren erfolgt über Dialogblasen. Der Spieler kann nur auf Aussagen antworten. Es erscheint daraufhin ein Menü mit möglichen Antworten zum Auswählen. Die Auswahl ist ziemlich begrenzt, und die Ergebnisse oft scheinbar zufällig. Darüber hinaus kündigen eine Reihe von Lautsprechern in einigen Räumen Ereignisse an, wie Kämpfe die ausbrechen. Wenn mehr als zwei Charaktere sprechen, kann der Bildschirm mit Dialogblasen gefüllt werden, wodurch die meisten von ihnen unlesbar werden.
Das Steuerungssystem ist ein frühes Beispiel für eine Gestenerkennung. Die Maus wird in die Richtung bewegt, in die der Spieler gehen möchte – wenn man sie schneller bewegt rennt Kyne.
Die Interaktion mit Objekten beschränkt sich darauf, sie aufzusammeln und fallen zu lassen, wobei andere Charaktere vielleicht auch mit ihnen interagieren können. Zum Beispiel kann man bei einem NPC Informationen kaufen, indem man Geld fallen lässt, dieses ist wiederum auf der ganzen Karte verteilt. Wenn Kyne von einer Ebene zur anderen fällt, lässt er alles, was er dabei hatte fallen, und ein anderer Charakter könnte es aufnehmen.

## Entwicklungs- und Veröffentlichungsgeschichte
Brataccas basiert auf den Überresten des Vaporware-Projekts Bandersnatch, das seit 1983 bei Imagine Software in Entwicklung war und nie veröffentlicht wurde. Die Geschichte der Entwicklung des Spiels führte zu einer gewissen Aufmerksamkeit der britischen Fachpresse. Als Brataccas schließlich ausgeliefert wurde, war eine erhöhte Berichterstattung die Folge.

## Rezeption
Brataccas wurde aufgrund von Steuerungsproblemen im Allgemeinen schlecht bewertet, obwohl die Grafiken weithin gelobt wurden. Die deutsche ASM stellte heraus, dass Brataccas die technischen Möglichkeiten der damals noch neuen 16bit-Rechnergeneration ausnutze, sich dadurch grafisch deutlich von 8bit-Heimcomputern wie dem Commodore 64 oder dem Schneider CPC absetze und klanglich „realistische Geräusche“ biete. Redakteur Manfred Kleimann lobte die Animationen des Spiels und urteilte, Brataccas sei in Summe ein „spannendes Abenteuer“.